# جيمس بلودورث جونيور
جيمس بلودورث جونيور (بالإنجليزية: James Bloodworth Jr.) هو عالم أمراض أمريكي، ولد في 21 فبراير 1925 في أتلانتا في الولايات المتحدة، وتوفي في 22 سبتمبر 2006 في ماديسون في الولايات المتحدة.